# AVC Cup (damer)
AVC Cup är en tävling i volleyboll som hålls på hösten vartannat år för damlandslag inom AVC:s medlemsförbund (d.v.s från länder i Asien och Oceanien) sedan 2008. Det är också AVC som organiserar tävlingen. Kina är det lag som vunnit tävlingen flest gånger.

## Upplagor
| Säsong                                                   | Säsong            | Podium   | Podium    | Podium    |
| År                                                       | Spelplats         | Guld     | Silver    | Brons     |
| -------------------------------------------------------- | ----------------- | -------- | --------- | --------- |
| 2008 mer information                                     | Nakhon Ratchasima | Kina     | Sydkorea  | Thailand  |
| 2010 mer information                                     | Taicang           | Kina     | Thailand  | Sydkorea  |
| 2012 mer information                                     | Almaty            | Thailand | Kina      | Kazakstan |
| 2014 mer information                                     | Shenzhen          | Kina     | Sydkorea  | Kazakstan |
| 2016 mer information                                     | Vinh Phuc         | Kina     | Kazakstan | Thailand  |
| 2018 mer information                                     | Nakhon Ratchasima | Kina     | Japan     | Thailand  |
| Tävlingen genomfördes inte 2020 p.g.a. Covid-19-pandemin |                   |          |           |           |
| 2022 mer information                                     | Pasig             | Japan    | Kina      | Thailand  |

## Medaljliga
| Pos. | Lag       | Guld | Silver | Brons |
| ---- | --------- | ---- | ------ | ----- |
| 1    | Kina      | 5    | 2      | -     |
| 2    | Thailand  | 1    | 1      | 4     |
| 3    | Japan     | 1    | 1      | -     |
| 4    | Sydkorea  | -    | 2      | 1     |
| 5    | Kazakstan | -    | 1      | 2     |